# Jerzy Sikora (kolarz)
Jerzy Sikora (ur. 3 lutego 1966) – polski kolarz szosowy, medalista mistrzostw Polski.

## Kariera sportowa
Był zawodnikiem Dolmelu Wrocław. Jego największym sukcesem w karierze sportowej było wicemistrzostwo Polski w indywidualnym wyścigu szosowym ze startu wspólnego w 1991 oraz w drużynowym wyścigu szosowym na 100 km w 1990, a także brązowy medal górskich mistrzostw Polski w 1990.
Po zakończeniu kariery sportowej czynny w wyścigach masters. Mistrz Polski w tej kategorii wiekowej w wyścigu szosowym ze startu wspólnego i jeździe indywidualnej na czas.